# Parafia Matki Bożej Królowej Polski w Łętowem
Parafia Matki Bożej Królowej Polski w Łętowem – parafia rzymskokatolicka należąca do dekanatu Mszana Dolna w archidiecezji krakowskiej. Opiekę nad nią sprawują księża Saletyni.
Odpust parafialny obchodzony jest trzykrotnie:
- 3 maja – święto Matki Bożej Królowej Polski
- 15 sierpnia – Wniebowzięcie Najświętszej Maryi Panny
- 19 września – święto Matki Bożej Saletyńskiej

Proboszczem parafii jest od 2017 r. ks. Jan Potoplak MS.

## Historia
Łętowe od początku swego istnienia należało do parafii w Mszanie Dolnej, co wiązało się z trudnościami w dotarciu do odległego kościoła, zwłaszcza w zimie. Dlatego mieszkańcy rozpoczęli starania o budowę kościoła we wsi i ustanowienie samodzielnej parafii. Początkowo rozpoczęto budowę na osiedlu Folwark, ale szybko przeniesiono ją w okolice dzisiejszej plebanii. Drewniany kościół poświęcono 8 grudnia 1937.
31 grudnia 1941 arcybiskup Adam Sapieha erygował w Łętowem samodzielną parafię pod patronatem Najświętszej Maryi Panny. Pierwszym proboszczem został ks. Władysław Magiera.
Na początku lat 50. XX wieku sprowadzono do parafii obraz Bolesława Rutkowskiego Matka Boża Królowa Polski. Wtedy też zmieniono patrona parafii na Matkę Bożą Królową Polski.
W 1952 arcybiskup Eugeniusz Baziak przekazał parafię w opiekę księżom Saletynom, którzy opiekują się nią do dziś.
Drewniany kościół stopniowo coraz bardziej popadał w ruinę, dlatego 5 maja 1975 rozpoczęto budowę nowej świątyni. Jej poświęcenie miało miejsce 19 września 1979.